# Сагара Саносукэ
Сагара Сано́сукэ (яп. 相楽 左之助, ромадзи: Sagara Sanosuke, в русском переводе аниме Саноцуки или Саносуки Сагара) — вымышленный персонаж, один из главных героев манги и аниме-сериала «Rurouni Kenshin» («Самурай Икс»), придуманный и нарисованный мангакой Нобухиро Вацуки. Вацуки, будучи фанатом Синсэнгуми, отряда сёгунской военной полиции, создал этого персонажа на основе реально существовавшего капитана Синсэнгуми по имени Харада Саносукэ.
Действие манги и аниме происходит в Японии периода бакумацу и последующей реставрации Мэйдзи. Согласно сюжету, Сагара Саносукэ — бывший член Сэкихотая, отряда политических экстремистов, уничтоженного правительством Мэйдзи после прихода империалистов к власти. После того, как Сэкихотай прекращает существование, Саносукэ, обозлённый роспуском отряда и казнью его командира, становится наёмным кулачным бойцом, чтобы усмирить свой гнев дракой. В начале манги он сталкивается с бродячим воином Химурой Кэнсином, который легко побеждает его, убеждая прекратить полукриминальное существование и бескорыстно защищать людей. После этой встречи Саносукэ становится лучшим другом Кэнсина и его напарником в большей части битв.
Среди читателей манги Саносукэ был довольно популярен и во всех без исключения рейтингах персонажей, подсчитываемых журналом «Shonen Jump», занимал второе место, проигрывая только Кэнсину, а кроме того, занял пятое место в опросе, призванном выявить лучшего оппонента Кэнсина. Критики и обозреватели отзывались о Саносукэ весьма положительно, отмечая, что по мере развития сюжета он становится всё более надёжным и заслуживающим доверия человеком. Саносукэ появляется во многих произведениях, относящихся к серии «Rurouni Kenshin», включая анимационный фильм «Rurouni Kenshin: Ishin Shishi e no Requiem», OVA под названием «Rurouni Kenshin: Seisou Hen» и все видеоигры. Кроме того, существуют разнообразные коллекционные предметы, изображающие Саносукэ, такие как брелоки для ключей, налобные повязки и мягкие игрушки.

## История создания

Страница из расширенного издания манги с изменённой внешностью персонажа.

В отличие от остальных главных персонажей, Саносукэ был придуман сравнительно поздно, одним из последних. По замыслу Вацуки, Саносукэ должен был стать лучшим другом Кэнсина, способным выводить того из уныния и не давать слишком сильно погружаться в печаль любыми средствами, вплоть до удара по лицу. Несмотря на то, что Саносукэ был одним из основных персонажей, Вацуки ощущал, что реализовал потенциал этого героя не полностью, и считал, что мог бы получить интересный результат, если бы сделал его главным героем вместо Кэнсина.
В отношении внешнего вида прототипом Саносукэ послужил главный герой манги «Arabian Majin Bokentan Lamp Lamp» авторства Такэси Обаты, у которого Вацуки какое-то время работал ассистентом. Вацуки создавал своего персонажа с разрешения Обаты, делая наброски, прибавляя и убирая заимствованные детали облика. Особого внимания создателя удостоились колючие волосы Саносукэ: Вацуки замечал, что столь необычных элементов внешности ему рисовать ещё не доводилось. Кроме того, моделью для внешности Саносукэ послужило описание участника Синсэнгуми Харады Саносукэ, сделанное Рётаро Сибой, автором, писавшим на исторические темы.
В расширенном издании манги (т. н. «кандзэнбан»), выпущенном в Японии в июле 2006 года, содержалась одиночная страничка, на которой Вацуки представил своего персонажа в несколько изменённом виде. Чтобы подчеркнуть ненависть Саносукэ к правительству Мэйдзи, автор нарисовал иероглиф «злой» (яп. 惡 аку) прямо на теле персонажа, как татуировку; в оригинале манги этот иероглиф помещался на одежде Саносукэ, на спине его куртки. Помимо этого, на рисунке Вацуки вооружил своего героя одати, очень длинным мечом, превышавшим по длине даже изначальное оружие Саносукэ, дзамбато. В завершение, персонаж получил одежду с нашитыми пластинками брони, что сделало его более похожим на воина.

## Описание персонажа

### Прошлое
Упоминания о прошлом Саносукэ встречаются на протяжении всего повествования в форме диалогов и воспоминаний персонажей, а в конце третьей части манги имеются несколько глав, посвящённых рассказу о семье Саносукэ. Согласно сюжету, за десять лет до начала событий, описываемых в манге, крестьянский мальчик Саносукэ ушёл из дома и присоединился к Сэкихотаю. Восхищаясь командиром отряда, Сагарой Содзо, Саносукэ взял себе его фамилию (до реставрации Мэйдзи ни одно сословие в Японии, за исключением самураев, не имело фамилий). Участники Сэкихотая от имени правительства Мэйдзи обещали населению снижение налогов, однако пришедшие к власти империалисты столкнулись с финансовыми трудностями и оказались не в состоянии выполнить обещания. Членов Сэкихотая обвинили в мошенничестве, и многие из них, включая Сагару Содзо, были казнены. Саносукэ остался в живых и, терзаемый ненавистью к империалистам и виной за то, что не сумел защитить своего командира, стал наёмным кулачным бойцом в Токио, со временем приобретя репутацию одного из сильнейших в городе.

### Характер
В знак своей ненависти к правительству Мэйдзи Саносукэ носит куртку с иероглифом «злой» на спине. Этот иероглиф показывает, что его верность уничтоженному империалистами Сэкихотаю не угасла, и служит напоминанием о том, что он будет защищать невинных обманутых людей, чтобы никому больше не довелось испытать страданий, пережитых им самим. По ходу сюжета образ мыслей Саносукэ оказывает влияние на других персонажей, которые размещают тот же знак на своей одежде. Так поступает, например, Хигасидани Ота, младший брат Саносукэ, и Мёдзин Яхико, один из его друзей.
Несмотря на глубокую ненависть к империалистам, Саносукэ становится лучшим другом Кэнсина, считая его мягким и добрым человеком. Саносукэ сравнивает Кэнсина с командиром Сагарой и находит между ними большое сходство. Кэнсин, в свою очередь, неоднократно утверждает, что Саносукэ — самый надёжный из его друзей, всегда готовый прийти на помощь. Поскольку Саносукэ под влиянием Кэнсина оставляет свои прежние занятия и прекращает участвовать в драках за плату, у него обычно не бывает денег, и он часто просит остальных заплатить за него, хотя никогда не возвращает долгов. Из-за постоянной нехватки средств Саносукэ оказывается должен большую сумму хозяйке одного из токийских ресторанов; эта повторяющаяся на протяжении всего повествования тема служит источником комических ситуаций. Саносукэ устанавливает дружеские отношения со многими другими героями, в особенности с Такани Мэгуми, женщиной-врачом. В ходе своих приключений Саносукэ нередко получает серьёзные травмы, которые обычно и лечит Мэгуми, предупреждая Саносукэ об опасности новых драк. Тот, однако, не внимает её советам, и каждое новое повреждение вынуждает его снова просить о лечении.
Саносукэ любит подраться, чтобы сбросить напряжение, и ищет противников посильнее, чтобы в сражении проверить собственную мощь. На протяжении повествования Саносукэ выказывает глубокое уважение нескольким своим оппонентам, признавая их заслуги независимо от стороны, на которой они стоят. Одним из наиболее уважаемых противников и одновременно злейших недругов Саносукэ считает бывшего участника Синсэнгуми Сайто Хадзимэ. Сам Сайто относится к этому соперничеству с видимым безразличием, тогда как Саносукэ, проиграв несколько драк, рассматривает Сайто как человека, которого нужно превзойти, чтобы стать по-настоящему сильным.

### Способности
В начале манги Саносукэ использует в бою огромный меч дзамбато, из-за чего получает прозвище Дзандза (яп. 斬左, дзан-бато но Са-носукэ). Меч не имеет заточенного лезвия, так что Саносукэ сокрушает врагов, пользуясь исключительно размерами и массой меча. После поражения, нанесённого ему Кэнсином, Саносукэ перестаёт надеяться на дзамбато и начинает сражаться со своими оппонентами врукопашную. Несмотря на отсутствие оружия, он является  одним из самых сильных союзников Кэнсина, так как обладает нечеловеческой силой и закалкой в бесчисленных драках, в которых он принимал участие с десяти лет. Позже Саносукэ становится ещё сильнее, овладевая кулачной техникой под названием Фута́э но Кивами́ (яп. 二重の極み, «Двухслойный предел»), которой его обучает буддийский монах-отступник Юкюдзан Андзи. Суть этой техники состоит в двух очень быстрых последовательных ударах, выполняемых любой частью тела: первый удар нейтрализует сопротивление материала, а второй полностью разрушает его, пока сопротивление не восстановилось. Вначале Саносукэ обучается выполнять Футаэ но Кивами только правой рукой, но из-за слишком частого использования этой техники начинает испытывать её крайне негативное влияние на кости и мышцы руки, что сильно мешает ему в драках. Позже Саносукэ находит способ уменьшить травмы, обнаруживая, что два удара можно выполнять обеими руками по очереди.

## Краткий обзор сюжета
В начале манги Саносукэ соглашается на предложение своих нанимателей об убийстве Кэнсина, однако после того, как кажущийся безобидным бродячий воин побеждает его, Саносукэ становится одним из союзников Кэнсина и принимает его философию, заключающуюся в защите слабых и нуждающихся. Саносукэ помогает Кэнсину в борьбе с Сисио Макото, опасным заговорщиком, пытающимся свергнуть действующее правительство и завоевать Японию. Саносукэ побеждает монаха Андзи, научившего его технике Футаэ но Кивами и являющегося одним из сильнейших людей Сисио. Несколько месяцев спустя один из врагов Кэнсина по имени Юкисиро Эниси мастерски инсценирует смерть любимой женщины Кэнсина, Камии Каору. Саносукэ, видя безутешного Кэнсина и разочаровавшись в его силе духа, в ярости покидает Токио и после недолгих странствий оказывается в своём родном городке. Там он встречает свою семью и проучивает правительственного чиновника, угрожавшего его родным — избивает его. Вернувшись в Токио, он принимает участие в спасении Каору, а вскоре после этого бежит из страны и начинает путешествие по миру, чтобы избежать ареста за нападение на должностное лицо.

## Упоминания в других произведениях
В анимационном фильме «Rurouni Kenshin: Ishin Shishi e no Requiem» Саносукэ помогает Кэнсину остановить мстительного самурая Такими Сигурэ, задумавшего свергнуть правительство Мэйдзи. Саносукэ также появляется в одной из OVA, принадлежащих серии, «Rurouni Kenshin: Seisou Hen». В ней он имеет более реалистичный внешний вид и более эмоциональную натуру, чем в манге и аниме. По сюжету OVA, Саносукэ обнаруживает тяжело раненного Кэнсина во время своих путешествий по континентальной части Азии и устраивает его возвращение в Токио, заявляя при этом, что видит Кэнсина в последний раз. Кроме того, за Саносукэ можно играть во всех видеоиграх по серии «Rurouni Kenshin», включая Jump Super Stars и Jump Ultimate Stars, где есть два варианта этого персонажа: обычный боец и мечник, использующий дзамбато.

## Реакция критиков
Несколько интернет-порталов, посвящённых манге, аниме, видеоиграм и другой подобной продукции, опубликовали рецензии, содержавшие критику персонажа. Обозревательница от сайта SciFi.com, принадлежащего американскому каналу Sci Fi, отметила, что многие ситуации, в которые по ходу действия попадает Саносукэ, служат хорошим источником юмора и комизма, но в то же время Саносукэ изображён как трагический персонаж, который испытывает чувство вины и бессилия, будучи не в силах примириться со своим прошлым. Эту трагедию отмечал и критик от Anime News Network, одобрительно высказывавшийся о ней как об инструменте повествования для создания мотивов, побуждающих героя к действию. Обозревательница от сайта Mania.com похвально отзывалась о развитии характера Саносукэ на протяжении повествования и его превращении из врага в одного из самых преданных друзей Кэнсина. Негативные отзывы в основном касались внешнего вида и способностей героя: один из критиков счёл, что Саносукэ со своей необычайной силой и способностью держать удар похож скорее на персонажа видеоигры, не имеющей никакого отношения к реальности, а другой рецензент неодобрительно отозвался о «мультяшной» внешности персонажа, которая впоследствии помешала аниматорам, работавшим над OVA, создать новый, более реалистичный облик героя.
Своё мнение о персонаже высказали и актёры, озвучивавшие его в аниме. Так, Юдзи Уэда, японский сэйю, заметил, что ему было очень сложно озвучивать Саносукэ во второй OVA, так как в ней его персонаж стал значительно старше, а сам Уэда на тот момент уже давно не работал с ролью этого героя. Актёр также заявил, что хотел бы видеть в OVA больше драк с участием Саносукэ, но в конечном итоге был доволен тем, что его персонаж изменился и повзрослел. Лекс Ланг (англ. Lex Lang), озвучивавший Саносукэ в американской версии аниме, в одном из интервью сказал, что первоначально воспринимал своего героя как очень злого и мстительного, но по мере развития сюжета это впечатление изменилось, поскольку Саносукэ, приняв своё прошлое, стал более мирным и дружелюбным. Кроме того, Ланг заметил, что ему показалась очень смешной и забавной сцена из 22-й серии аниме, в которой у Саносукэ внезапно обнаруживается страх перед «железными демонами» — поездами.